# Bernard Hinault
Bernard Hinault (Yffiniac, 14 de novembre de 1954) va ser un ciclista francès, que fou professional entre 1975 i 1986. És un dels ciclistes amb millor palmarès internacional al llarg dels temps, amb 147 victòries professionals al seu sarró. Va ser un dels cinc ciclistes que ha aconseguit guanyar les tres grans voltes: cinc edicions del Tour de França, tres del Giro d'Itàlia i dues de la Volta a Espanya. Pel seu caràcter obstinat i combatiu al principi de la seva carrera fou anomenat el Petit Blaireau (petit teixó), després Blaireau (teixó) i finalment caiman.

## Amateur
Hinault va participar en la seva primera cursa el 2 de maig de 1971 a Planguenoual, i la va guanyar. Ben premonitori de com seria com a corredor, de les vint curses en què va participar, en va guanyar dotze. Aquesta etapa la tancaria el 1972, en què es va proclamar campió júnior de França. Tot tornant del servei militar, ja el 1974 decideix dedicar-se totalment a la bicicleta. Amb uns resultats molt bons en pista, i també en ruta a la Route de France i a l'Étoile des Espoirs. Del 1971 a 1974 va aconseguir 36 victòries, en el que seria el seu balanç amateur.

## Carrera professional
El 1975 Bernard Hinault comença a córrer com a professional per l'equip Gitane-Campagnolo, amb companys com Lucien Van Impe i Maurice Le Guilloux. La seva primera gran victòria és al Circuit de La Sarthe. I guanya la Promotion Pernod, que premia al millor corredor francès de menys de 25 anys.
El 1976, Cyrille Guimard es converteix en el director de l'equip, amb qui van establir una societat fructífera, els dos tenien un fort caràcter i obsessió por guanyar. Aquell any va resultar vencedor de la Paris-Vimoutiers, el Tour d'Indre-et-Loire i el Tour de l'Aude, entre d'altres. I com a l'any anterior, van decidir com a estratègia no participar encara al Tour de França. Va continuar engrandint el seu palmarès amb el Trophée Prestige, i el de millor corredor francès de l'any. El 1977 guanya la Gant-Wevelgem, la Lieja-Bastogne-Lieja. Com un bon test, guanya el Critèrium del Dauphiné, però amb Guimard tornen a decidir que encara no aniran al Tour. Acaba la temporada guanyant el Gran Premi de les Nacions.
El 1978 decideixen que segons el resultat que faci a la Volta ciclista a Espanya, correria o no el Tour. Primera participació en una gran volta, i la guanya. Com el Campionat de França de ciclisme en ruta. Aquest any aconsegueix el seu primer Tour gràcies al seu domini aclaparador de les contrarellotges.
Segueix engrandint el seu palmarès, fins a aconseguir el 1979 la seva segona victòria al Tour, amb un triomf de prestigi a l'esprint a París. Un any sensacional. I l'any 1980 guanya el seu primer Giro d'Itàlia. Essent el número u, s'encamina cap al seu tercer Tour, però una lesió al genoll durant la cursa el fa abandonar quan tenia el maillot groc. Aquesta frustració segurament la va convertir en ràbia per aconseguir el campionat del món.
En 1981 guanya la París-Roubaix i arrasa al Tour. I aconsegueix a la temporada 1982 el doblet Giro-Tour. Any en què Laurent Fignon entra a l'equip Renault (Greg LeMond ho havia fet dos anys abans). I l'ambient a l'equip comença a no ser bo, perquè Hinault no acaba de veure bé la renovació de l'equip, per un tema de fidelitat envers els seus antics gregaris. Tot i així no té rival i guanya la Grande Boucle. L'ambient a Renault és tens, però decideixen afrontar un any 1983 ambiciós, amb els objectius de la Vuelta i Tour. La Vuelta d'aquell any és la gran ronda més difícil que va guanyar mai el bretó. De fet, tanta dificultat li va provocar una tendinitis al genoll que el va allunyar del Tour, que acabaria guanyant el seu company d'equip, Laurent Fignon. En aquell moment Hinault va demanar que Renault decidís entre ell o Guimard, i l'empresa es va decidir pel director. Així comença l'etapa amb La Vie claire de Bernard Tapie.
Al Tour 1984 és favorit juntament amb els corredors Greg LeMond i Laurent Fignon. El Teixó acaba segon, tot un cop per ell en aquell moment. Es revenja al final de temporada amb el Gran Premi de les Nacions, la Volta a Llombardia, i el Trofeu Baracchi.
L'any 1985, La Vie Claire fitxa Greg LeMond, qui l'ajuda a guanyar el seu tercer Giro, així com un molt polèmic Tour, amb un LeMond que sempre s'ha penedit de no lluitar-lo fins al final. Aquesta polèmica va tornar el 1986, ja que Hinault va decidir disputar el Tour a LeMond, malgrat que va prometre que ajudaria l'estatunidenc a guanyar-lo. El bretó va acabar en un gran segon lloc i es retirava del ciclisme professional –amb un palmarès sensacional– en una cursa de ciclocròs prop d'Yffiniac.
En l'actualitat treballa en l'organització del Tour de França.

## Dopatge
Hinault mai va donar positiu en drogues per millorar el rendiment durant la seva carrera professional i mai va ser implicat en cap pràctica de dopatge. No obstant això, va liderar una protesta de ciclistes durant un criterium a Callac el 1982, contra la introducció sobtada dels controls de dopatge. Va rebre una sanció de suspensió d'un mes i una multa de 1.110 francs suïssos, tot i que la pena mai es va fer complir.

## Palmarès
- 1975
  - 1r al Circuit de La Sarthe
- 1976
  - 1r al Tour del Llemosí
  - 1r al Tour de l'Aude
  - 1r a la París-Camembert
  - 1r al Circuit de La Sarthe
  - 1r alTour d'Indre i Loira
  - Vencedor d'una etapa a l'Étoile des Espoirs
- 1977
  - 1r al Gran Premi de les Nacions
  - 1r a la Lieja-Bastogne-Lieja
  - 1r al Dauphiné Libéré i vencedor de 2 etapes
  - 1r a la Gant-Wevelgem
  - 1r al Tour del Llemosí i vencedor d'una etapa
  - Vencedor d'una etapa a l'Étoile des Espoirs
- 1978
  -  Campió de França en ruta
  -  1r al Tour de França i vencedor de 3 etapes
  -  1r a la Volta a Espanya i vencedor de 5 etapes
  - 1r al Gran Premi de les Nacions
  - 1r al Critèrium Internacional i vencedor d'una etapa
  - 1r al Circuit de l'Aulne
- 1979
  - 1r al Super Prestige Pernod International
  -  1r al Tour de França, vencedor de 7 etapes i  1r de la classificació per punts
  - 1r al Gran Premi de les Nacions
  - 1r a la Volta a Llombardia
  - 1r a la Fletxa Valona
  - 1r al Dauphiné Libéré i vencedor de 4 etapes
  - 1r al Tour de l'Oise i vencedor d'una etapa
  - 1r al Circuit de l'Indre
  - 1r al Circuit de l'Aulne
  - Vencedor de 2 etapes a l'Étoile des Espoirs
- 1980
  -  Campió del món de ciclisme en ruta
  - 1r al Super Prestige Pernod International
  -  1r al Giro d'Itàlia i vencedor d'una etapa
  - 1r a la Lieja-Bastogne-Lieja
  - 1r al Tour de Romandia
  - Vencedor de 3 etapes al Tour de França
- 1981
  - 1r al Super Prestige Pernod International
  -  1r al Tour de França i vencedor de 5 etapes
  - 1r al París-Roubaix
  - 1r al Dauphiné Libéré i vencedor de 4 etapes
  - 1r a l'Amstel Gold Race
  - 1r al Critèrium Internacional i vencedor de 3 etapes
  - 1r al Circuit de l'Aulne
- 1982
  - 1r al Super Prestige Pernod International
  -  1r al Tour de França i vencedor de 4 etapes
  -  1r al Giro d'Itàlia i vencedor de 4 etapes
  - 1r al Gran Premi de les Nacions
  - 1r al Tour de Còrsega i vencedor d'una etapa
  - 1r a la Volta a Luxemburg i vencedor d'una etapa
  - 1r al Tour d'Armorique i vencedor d'una etapa
  - 1r a la Polynormande
  - 1r al Gran Premi d'Obertura La Marseillaise
- 1983
  -  1r a la Volta a Espanya i vencedor de 2 etapes
  - 1r a la Fletxa Valona
  - 1r al Gran Premi Pino Cerami
- 1984
  - 1r al Gran Premi de les Nacions
  - 1r a la Volta a Llombardia
  - 1r al Trofeu Baracchi (amb Francesco Moser)
  - 1r als Quatre dies de Dunkerque
  - Vencedor d'una etapa al Tour de França
- 1985
  -  1r al Tour de França i vencedor de 2 etapes
  -  1r al Giro d'Itàlia i vencedor d'una etapa
  - 1r al Circuit de l'Aulne
- 1986
  - 1r a la Volta a la Comunitat Valenciana
  - 1r al Trofeu Luis Puig
  - 1r al Coors Classic i vencedor de 2 etapes
  - Vencedor de 3 etapes al Tour de França i 1r del Gran Premi de la Muntanya

### Resultats al Tour de França
- 1978.  1r de la classificació general. Vencedor de 3 etapes. Porta el mallot groc durant 3 etapes
- 1979.  1r de la classificació general. Vencedor de 7 etapes.  1r de la classificació per punts. Porta el mallot groc durant 17 etapes
- 1980. Abandona (13a etapa). Vencedor de 3 etapes. Porta el mallot groc durant 2 etapes
- 1981.  1r de la classificació general. Vencedor de 5 etapes. 1r del Premi de la Combativitat i  1r de la Combinada. Porta el mallot groc durant 18 etapes
- 1982.  1r de la classificació general. Vencedor de 4 etapes.  1r de la Classificació de la combinada. Porta el mallot groc durant 12 etapes
- 1984. 2n de la classificació general. Vencedor d'una etapa. 1r del Premi de la Combativitat. Porta el mallot groc durant 1 etapa
- 1985.  1r de la classificació general. Vencedor de 2 etapes. Porta el mallot groc durant 16 etapes
- 1986. 2n de la classificació general. Vencedor de 3 etapes. 1r del Gran Premi de la Muntanya. 1r del Premi de la Combativitat. Porta el mallot groc durant 5 etapes

### Resultats al Giro d'Itàlia
- 1980.  1r de la classificació general. Vencedor d'una etapa
- 1982.  1r de la classificació general. Vencedor de 4 etapes
- 1985.  1r de la classificació general. Vencedor d'una etapa

### Resultats a la Volta a Espanya
- 1978.  1r de la classificació general. Vencedor de 5 etapes
- 1983.  1r de la classificació general. Vencedor de 2 etapes